# Раштаттский конгресс
Раштаттский конгресс 1797—1799 годов — международный конгресс, созданный для исполнения условий Кампо-Формийского мирного договора 1797 года в немецком пограничном городе Раштатт, для урегулирования территориальных вопросов, касающихся Священной Римской империи и Франции, и для изыскания средств к возмещению немецких князей, потерявших свои владения на левом берегу Рейна, отошедшем к Франции. На конгрессе, который открылся в декабре 1797 года, были представлены Франция, Австрия, Пруссия и мелкие государства — члены Священной Римской империи, составившие так называемую имперскую депутацию. Руководящую роль играла делегация Франции — державы-победительницы, оккупировавшей значительные районы Западной Германии.
9 марта 1798 года имперской депутацией было принято решение об уступке Франции всего левого берега Рейна, а 4 апреля был утверждён принцип возмещения князей за счёт духовных княжеств, расположенных на правом берегу Рейна. После этого на конгрессе начались бесконечные споры и дрязги из-за дележа секуляризуемых владений. Представители мелких княжеств, забыв все призывы к германскому единству, интриговали друг против друга и заискивали перед французскими представителями. Параллельно с заседаниями конгресса в Раштатте велись тайные франко-австрийские переговоры. Ссылаясь на секретную VII статью Кампо-Формийского договора, австрийцы взамен уступки левобережной территории Рейна требовали передачи Австрии всех материковых земель бывшей Венецианской республики и трёх легатств, входивших в состав Папской области. Французы предлагали компенсировать австрийцев за счёт Баварии.
Пока шёл конгресс, началась новая война и Франция завоевала ряд новых территорий. Пьемонт, Рим, Неаполь, Швейцария, Голландия были прямо или косвенно подчинены Франции. Австрийцы начали создавать вторую антифранцузскую коалицию. В марте 1799 года Австрия вступила в войну второй коалиции. Однако конгресс не прекратил своей работы. Мелкие немецкие князья по примеру Пруссии объявили себя нейтральными и продолжали выпрашивать у французских уполномоченных полоски земли на правом берегу Рейна. Министр иностранных дел Франции Талейран дал французским уполномоченным указания вести переговоры с князьями, чтобы оторвать их от Австрии. В апреле 1799 года австрийские войска окружили Раштатт. Австрийский представитель на конгрессе Меттерних заявил, что Австрия считает все решения конгресса недействительными и требует его роспуска. Конгресс был закрыт.
28 апреля 1799 года при выезде из Раштатта французские уполномоченные подверглись нападению австрийских гусар. Два дипломата были зарублены насмерть, а третий тяжело ранен. Это преступление было организовано австрийским правительством с целью похищения у французских представителей компрометирующих Австрию документов.